# Costantino Fittante
Costantino Fittante (Chiaravalle Centrale, 1º dicembre 1933 – Lamezia Terme, 19 novembre 2021) è stato un politico italiano, deputato della Repubblica Italiana dal 1983 al 1987.

## Biografia
Nato a Chiaravalle Centrale nel 1933, insegnante e dirigente del Partito Comunista Italiano in Calabria, nella sua attività politica fu sempre contraddistinto per le lotte a sostegno dei più deboli e contro la 'Ndrangheta calabrese: per tale impegno fu più volte oggetto di atti intimidatori.
Sindaco di Sant'Eufemia Lamezia, consigliere regionale della Calabria tra le file del Partito Comunista Italiano dal 1970 al 1983 (fu presidente della Commissione del programma), poi alle politiche del 1983 venne candidato ed eletto alla Camera dei deputati tra le file del Partito Comunista Italiano con 28 056 preferenze. Fu membro della Commissione parlamentare antimafia; rimase a Montecitorio fino alle elezioni del 1987.
Dal 2010 fece parte del coordinamento cittadino di Lamezia Terme di Sinistra Ecologia Libertà.
Morì dopo una lunga malattia il 19 novembre 2021, pochi giorni dopo aver compiuto 88 anni.